# Stonemyia tigris
Stonemyia tigris är en tvåvingeart som först beskrevs av Jacques-Marie-Frangile Bigot 1880.  Stonemyia tigris ingår i släktet Stonemyia och familjen bromsar. Inga underarter finns listade i Catalogue of Life.